# Лескуд
Лескуд (рум. Lăscud) — село у повіті Муреш в Румунії. Входить до складу комуни Огра.
Село розташоване на відстані 256 км на північний захід від Бухареста, 23 км на південний захід від Тиргу-Муреша, 71 км на південний схід від Клуж-Напоки, 126 км на північний захід від Брашова.

## Населення
За даними перепису населення 2002 року у селі проживали 256 осіб.
Національний склад населення села:
| Національність | Кількість осіб | Відсоток |
| -------------- | -------------- | -------- |
| румуни         | 189            | 73,8%    |
| цигани         | 59             | 23,0%    |
| угорці         | 8              | 3,1%     |

Рідною мовою назвали:
| Мова      | Кількість осіб | Відсоток |
| --------- | -------------- | -------- |
| румунська | 243            | 94,9%    |
| циганська | 10             | 3,9%     |